# Epinephelus caninus
Epinephelus caninus, tên thường gọi là cá mú răng chó (tên tiếng Anh: Dogtooth grouper), là một loài cá biển thuộc chi Epinephelus trong họ Cá mú. Loài này được mô tả lần đầu tiên vào năm 1843.
Craig và Hastings (2007) xem E. caninus là thành viên của chi Mycteroperca.

## Phân bố và môi trường sống
E. caninus có phạm vi phân bố rộng khắp Đông Đại Tây Dương. Loài này được tìm thấy từ phía nam của Bồ Đào Nha và Tây Ban Nha, dọc theo bờ biển Tây Phi cho đến tận phía nam của Angola, bao gồm quần đảo Canary ngoài khơi và các hòn đảo thuộc vịnh Guinea. Chúng cũng được tìm thấy khắp bờ biển Địa Trung Hải. Năm 2013, được ghi nhận từ bán đảo Krym ở phía tây nam Biển Đen. Cá trưởng thành sống xung quanh các rạn san hô và các bãi đá ngầm ở vùng đáy nhiều bùn cát, độ sâu khoảng từ 30 đến 530 m.

## Mô tả
E. caninus trưởng thành có chiều dài cơ thể lớn nhất đo được là khoảng 164 cm. Thân thuôn dài, hình bầu dục. Đầu và thân có màu nâu đỏ sẫm hoặc màu tím xám (vùng bụng sáng màu hơn), đôi khi với các dải sọc sẫm màu ở thân. Có 2 - 3 đường sọc tỏa ra sau mắt, hướng xuống má và mang; các sọc này biến mất khi chúng già đi. Đuôi bo tròn. Vây bụng không thể chạm tới hậu môn. Răng nanh rất phát triển ở hàm trước.
Số gai ở vây lưng: 11 (gai thứ 3 và 4 dài nhất); Số tia vây mềm ở vây lưng: 13 - 15; Số gai ở vây hậu môn: 3; Số tia vây mềm ở vây hậu môn: 8; Số tia vây mềm ở vây ngực: 17 - 18; Số lược mang: 23 - 27; Số vảy đường bên: 70 - 79.
Thức ăn của E. caninus là các loài cá nhỏ hơn, động vật thân mềm và động vật giáp xác. Chúng được đánh bắt trong nghề cá thương mại, nhưng với quy mô nhỏ.